# Єрмачево
Єрмачево (рос. Ермачево) — присілок в Старицькому районі Тверської області Російської Федерації.
Населення становить 8 осіб. Входить до складу муніципального утворення сільське поселення Паньково.

## Історія
Від 2005 року входить до складу муніципального утворення сільське поселення Паньково. Раніше населений пункт належав до Василєвського сільського округу.

## Населення
| 2008 | 2010 |
| ---- | ---- |
| 2    | ↗8   |